# Monotes rubriglans
Monotes rubriglans är en tvåhjärtbladig växtart som beskrevs av Bancroft. Monotes rubriglans ingår i släktet Monotes och familjen Dipterocarpaceae. Inga underarter finns listade i Catalogue of Life.